# Prosopistoma annamense
Prosopistoma annamense is een haft uit de familie Prosopistomatidae. De wetenschappelijke naam van de soort is voor het eerst geldig gepubliceerd in 1984 door Soldán & Braasch.
De soort komt voor in het Oriëntaals gebied.